# Гицеску, Теодор
Теодор Гицеску (рум. Theodor Ghițescu; 24 января 1934, Бухарест — 22 ноября 2008) — румынский шахматист, почётный гроссмейстер (1986). Инженер-конструктор.

## Шахматная карьера
Чемпион Румынии 1963 года.
Многократный участник различных соревнований в составе национальной сборной по шахматам:
- 3 командных чемпионата мира среди студентов (1956—1958);
- 12 олимпиад (1956, 1960—1974, 1978—1980, 1984);
- 1-й командный чемпионат мира в Люцерне (1985);
- 3 командных чемпионата Европы (1965, 1973—1977);
- 13 командных чемпионатов балканских стран (1971—1973, 1975—1981, 1984—1986).

В составе команды «Политехника» (Бухарест) участник 6-го Кубка европейских клубов (1987/1988).
Лучшие результаты в международных турнирах: Марианске-Лазне (1961, зональный турнир ФИДЕ) — 5-е; Реджо-нель-Эмилия (1961/1962 и 1968/1969) — 3—4-е и 5—6-е; Дебрецен (1968) и Констанца (1969) — 4—7-е; Рейкьявик (1970) — 2-е; Загреб (1971) — 4—5-е; Баньо (1976 и 1978) — 1-е и 2—4-е; Бухарест (1976 и 1979) — 1-е и 2—4-е; Валь-Торан (1977 и 1979) — 2—5-е и 1-е; Залаэгерсег (1979) — 3-е; Сату-Маре (1981) — 1—3-е; Льеж (1982) — 1—2-е; Мец (1984) — 1—4-е; Авиньон (1985) — 3—7-е; Рим (1985; «Банко ди Рома», побочный турнир) — 2—3-е места.

## Изменения рейтинга
| Графики недоступны из-за технических проблем. См. информацию на Фабрикаторе и на mediawiki.org. |